# Brissidina
De Brissidina zijn een onderorde van de Spatangoida, een orde van zee-egels (Echinoidea) uit de infraklasse Irregularia.

## Families
- Superfamilie Spatangoidea Gray, 1825
  - Eupatagidae Lambert, 1905
  - Eurypatagidae Kroh, 2007
  - Loveniidae Lambert, 1905
  - Macropneustidae Lambert, 1905
  - Maretiidae Lambert, 1905
  - Megapneustidae Fourtau, 1905 †
  - Spatangidae Gray, 1825

niet in een superfamilie geplaatst
- Antillasteridae Lambert, 1924 †
- Asterostomatidae Pictet, 1857
- Brissidae Gray, 1855
- Palaeotropidae Lambert, 1896